# Hermann Prieß

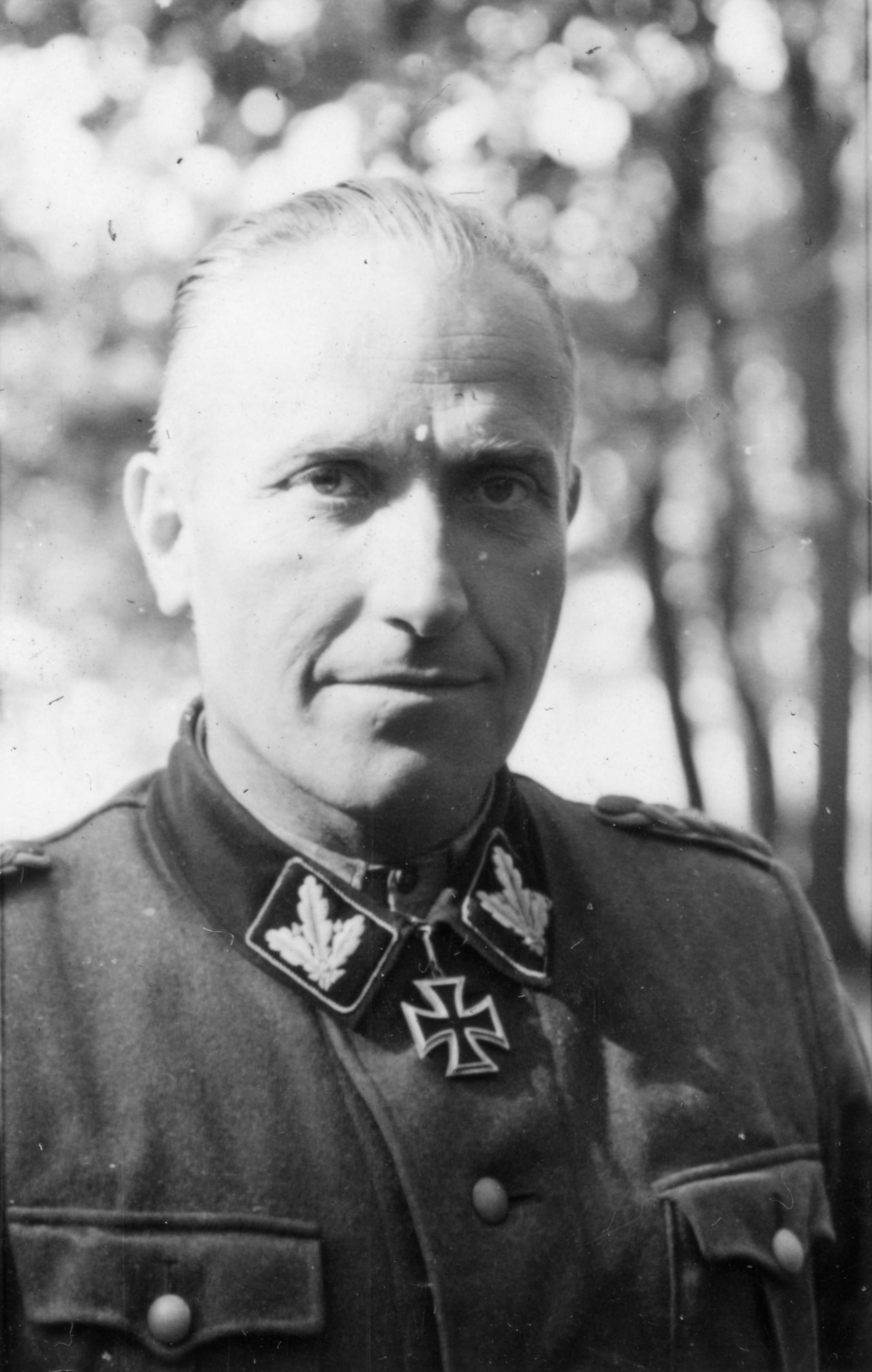
Hermann Prieß als SS-Brigadeführer 1943

Hermann August Friedrich Prieß, auch Priess, (* 24. Mai 1901 in Marnitz; † 2. März 1985 in Ahrensburg) war ein Offizier, zuletzt SS-Gruppenführer und Generalleutnant der Waffen-SS im Zweiten Weltkrieg.

## Militärischer Werdegang
Prieß begann im Januar 1919 seinen Militärdienst. Kurz darauf wurde sein Regiment aufgelöst. Er trat einem Freikorps  bei und kämpfte im Estnischen Freiheitskrieg. Von 1920 bis Juni 1931 diente er in der Reichswehr.
Er trat zum 1. Februar 1933 der NSDAP (Mitgliedsnummer 1.472.296) und 1934 der SS bei (SS-Nummer 113.258). Dort war er als Artillerist eingesetzt und kommandierte während des Zweiten Weltkriegs im Westfeldzug ein SS-Artillerie-Regiment. Dieses befehligte er auch während des Krieges gegen die Sowjetunion.
Er war vom 26. Februar bis zum 26. April 1943 und vom 22. Oktober 1943 bis zum 20. Juni 1944 Kommandeur der 3. SS-Panzer-Division Totenkopf. Am 30. Oktober 1944 übernahm er das Kommando des I. SS-Panzerkorps „Leibstandarte“ und führte dieses während der Ardennenoffensive.
Prieß wurde nach dem Krieg als Kriegsverbrecher wegen seiner Beteiligung am Malmedy-Massaker im Malmedy-Prozess 1946 zu zwanzig Jahren Haft verurteilt, später begnadigt und im Oktober 1954 aus dem Kriegsverbrechergefängnis Landsberg entlassen.

## Auszeichnungen
- Eisernes Kreuz (1939) II. und I. Klasse
- Verwundetenabzeichen (1939) in Schwarz
- Deutsches Kreuz in Gold am 6. Januar 1942[3]
- Ritterkreuz des Eisernen Kreuzes mit Eichenlaub und Schwertern[3]
  - Ritterkreuz am 28. April 1943
  - Eichenlaub am 9. September 1943 (297. Verleihung)
  - Schwerter am 24. April 1944 (65. Verleihung)
- SS-Totenkopfring
- Ehrendegen des Reichsführers SS